# Can't Hold Us Down
Singles par Christina Aguilera
Fighter
(2003) The Voice Within
(2003)
Singles par Lil'Kim
Magic Stick
(2003) Lighters Up
(2005)
Can't Hold Us Down est le quatrième single de l'album Stripped de la chanteuse américaine Christina Aguilera en duo avec la rappeuse Lil'Kim. Le single reçoit une nomination au Grammy Award 2004 dans la catégorie Best Pop Collaboration with Vocals.

## Genèse
Can't Hold Us Down (Ils ne peuvent pas nous rabaisser) est écrite par Christina Aguilera, Matt Morris et produite par Scott Storch et en featuring avec Lil'Kim. Aguilera et Lil'Kim ont déjà travaillé ensemble sur Lady Marmalade pour la B.O. de Moulin Rouge en 2001. 
Aguilera parle du féminisme, elle veut faire passer un message et soutenir toutes les femmes dans le monde. Elle essaie de faire comprendre aux hommes, que les filles ont les mêmes droits et qu'elles doivent se faire respecter et ne pas se laisser faire.

## Clip vidéo
Le directeur de la vidéo est David LaChapelle. Le clip a été tourné à Los Angeles et illustre les Afro-Américains. Dans le clip, Aguilera est brune, elle porte un petit short rose, un débardeur violet et des bas blancs. La chanteuse porte aussi des bijoux et une casquette mauve avec marqué "Lady".

## Performance live
- 2003: Stripped World Tour
- 2006-2007: Back to Basics Tour (Medley)

## Remixes
- Can't Hold Us Down (Sharp Boys Orange Vocal Mix) – 7:22
- Can't Hold Us Down (Sharp Beyond Dub)
- Can't Hold Us Down (Jacknife Lee Mix) – 4:30
- Can't Hold Us Down (Jacknife Lee Dub)
- Can't Hold Us Down (Da Yard Riddim Mix, remixed by Steven Marsden featuring Tanya Stephens) – 4:16
- OranGefuzZz Tiny Purple Shorts Dub
- OranGefuzZz Tiny Purple Shorts Club Mix
- Can't Hold Us Down (Medasyn Mix, remixed by Gabriel Olegavich) – 4:11
- Can't Hold Us Down (Medasyn Instrumental, remixed by Gabriel Olegavich)
- Can't Hold Us Down (Altar Unreleased Tribal Mix) – 8.26

## Classements et certifications
| Classement (2003)                       | Meilleure position |
| --------------------------------------- | ------------------ |
| Allemagne (Media Control AG)            | 9                  |
| Australie (ARIA)                        | 5                  |
| Autriche (Ö3 Austria Top 40)            | 13                 |
| Belgique (Flandre Ultratop 50 Singles)  | 7                  |
| Belgique (Wallonie Ultratop 50 Singles) | 15                 |
| Canada (Hot 100)                        | 4                  |
| Danemark (Tracklisten)                  | 8                  |
| États-Unis (Hot 100)                    | 12                 |
| États-Unis (R&B/Hip-Hop Songs)          | 5                  |
| France (SNEP)                           | 27                 |
| Hongrie (Single Top 40)                 | 4                  |
| Irlande (IRMA)                          | 5                  |
| Italie (FIMI)                           | 20                 |
| Pays-Bas (Single Top 100)               | 14                 |
| Nouvelle-Zélande (RMNZ)                 | 2                  |
| Norvège (VG-lista)                      | 14                 |
| Suède (Sverigetopplistan)               | 12                 |
| Suisse (Schweizer Hitparade)            | 11                 |
| Royaume-Uni (UK Singles Chart)          | 6                  |

| Classement       | Position |
| ---------------- | -------- |
| Australie        | 95       |
| Allemagne        | 62       |
| Pays-Bas         | 94       |
| Nouvelle-Zélande | 29       |
| Suisse           | 44       |
| UK               | 108      |

| Pays      | Certification |
| --------- | ------------- |
| Australie | Or            |